# Estación de Los Prados
Los Prados es una estación de ferrocarril situada en el municipio español de Málaga, en la comunidad autónoma de Andalucía. Cuenta con servicios de Cercanías y constituye un nudo ferroviario en el que se bifurcan varias líneas férreas. Además, en los aledaños de la estación se encuentran situadas las instalaciones de «Málaga-Los Prados», una importante estación de clasificación para los trenes de mercancías, así como una base de mantenimiento integral operada por Renfe Fabricación y Mantenimiento. Debido a ello, las instalaciones también cumplen funciones logísticas. 

## Situación ferroviaria
La estación se encuentra situada a 13 metros de altitud y forma parte de las siguientes líneas:
- Línea de ancho ibérico Córdoba-Málaga, punto kilométrico 187,7.[1]
- Línea de ancho ibérico Málaga-Fuengirola, punto kilométrico 4,1.[1]

Ambos tramos están electrificados, siendo el primero de vía única y el segundo de vía doble.

## Historia
La estación fue puesta en servicio el 16 de septiembre de 1863 con la apertura del tramo Málaga-Álora de la línea que pretendía unir Córdoba con Málaga. Las obras corrieron a cargo de la Compañía del Ferrocarril de Córdoba a Málaga que se constituyó con este propósito en 1861. Sin embargo su gestión, debido a los malos resultados económicos no duró mucho y la compañía acabó integrándose en 1877 en la Compañía de los Ferrocarriles Andaluces. En 1941, con la nacionalización de la totalidad de la red ferroviaria española la estación pasó a ser gestionada por RENFE. Esta última fue quien puso en funcionamiento en su totalidad en 1975 la Málaga-Fuengirola. Desde el 31 de diciembre de 2004 Renfe Operadora explota la línea mientras que Adif es la titular de las instalaciones ferroviarias.

## Servicios ferroviarios

### Cercanías
La estación forma parte de la línea C-2 de la red de Cercanías Málaga.  La frecuencia habitual es de un tren cada hora.
| Origen/destino        | <             | Línea | >           | Destino/origen |
| --------------------- | ------------- | ----- | ----------- | -------------- |
| Málaga Centro-Alameda | Victoria Kent |       | Campanillas | Álora          |